# André Pieters
André Pieters (Lendelede, 10 september 1922 - Izegem, 22 februari 2001) was een West-Vlaamse wielrenner uit Ingelmunster.
Dré Pieters werd in 1945 beroepsrenner.

## Belangrijkste overwinningen
1941
- Belgisch kampioenschap wielrennen voor junioren

1945
- Omloop Mandel-Leie-Schelde

1946
- Omloop Het Volk

1947
- Kuurne - Brussel - Kuurne

1950
- Scheldeprijs

1955
- Sluitingsprijs Oost Vlaanderen Zele